# جوزف وراگ
جوزف وراگ (انگلیسی: Joseph Wragg؛ 1698 – ۱۷۵۱ (۵۲−۵۳ سال)) اهل انگلستان بود.
تاجران برده چارلستون مانند جوزف وراگ اولین کسانی بودند که انحصار شرکت سلطنتی آفریقا را شکستند و پیشگام تجارت بزرگ بَرده در قرن هجدهم بودند.